# 12,7×108
12,7×108 je močan puškovni naboj sovjetskega porekla. Zasnovan je bil leta 1930 za rabo v težkih mitraljezih DK in kasneje DŠK, kot odgovor na ameriški naboj 12,7x99. V uporabi je bil v vseh državah Varšavskega pakta, Jugoslaviji in mnogih drugih. Je zelo razširjen še danes. 
Naboj s prebojno kroglo, ki ima jekleno sredico prebije 20 mm oklepa na razdalji 100 m.

## Orožje, ki uporablja ta naboj
| Mitraljezi: - DŠK - NSV | Puške: - Zastava M93 - Zastava M12 - OSV-96 |